# Bozos
Os Bozo são um grupo étnico mandês da África Ocidental predominantemente localizados ao longo do rio Níger no Mali. O nome Bozo acredita-se derivar de Bambara bo-so, 'Bambu casa'; 